# Tân Khí Tật
Tân Khí Tật (chữ Hán: 辛棄疾, 1140-1207), nguyên tự Thản Phu (坦夫), sau đổi là Ấu An (幼安), hiệu Giá Hiên cư sĩ (稼軒), là quan thời Nam Tống, và là nhà làm từ nổi tiếng trong lịch sử văn học Trung Quốc.

## Tiểu sử
Tân Khí Tật là người Tế Nam, tỉnh Sơn Đông. Ông sinh trưởng trong vùng bị quân Kim chiếm đóng; còn khi ấy, triều đình nhà Tống đã phải rời khỏi Trung Nguyên dời xuống miền Nam, và đang bị phái "cầu hòa" khống chế.
Ông nội Tân Khí Tật, mặc dù phải ra nhận một chức quan nhỏ của nhà Kim, nhưng vẫn không quên đất nước. Những khi dạy dỗ, ông thường nhắc nhở cháu về "mối thù không đội trời chung của vua, của cha". Sự giáo dục đó đã ảnh hưởng sâu sắc tới Tân Khí Tật sau này.
Năm 21 tuổi, Tân Khí Tật đã tổ chức được một đội nghĩa quân. Năm năm sau, ông đem đội quân đó tham gia cuộc khởi nghĩa nông dân của Cảnh Kinh. Sau khi nghe ông phân giải, vị thủ lĩnh này định về với triều đình Nam Tống thì bị một thuộc hạ giết chết, lực lượng tan rã. Hay tin, Tân Khí Tật giận lắm, dẫn hơn 50 người đánh vào doanh trại quân Kim, bắt sống tên phản bội dẫn về Kiến Khang (sau này là Nam Kinh) nộp cho Tống Cao Tông (ở ngôi: 1127-1162). Biết ông là người yêu nước nhiệt tình, triều đình Nam Tống bèn bổ ông làm Thiêm phán Giang Âm. Từ đó, Tân Khí Tật rời hẳn miền Bắc, ở lại vùng Giang Nam với mong mỏi thực hiện được lý tưởng khôi phục đất nước của mình.
Những năm đầu, mặc dù chức vụ thấp kém, ông vẫn thường trình bày mưu kế lên triều đình, trong đó nổi bật là bản "Ngự nhung thập luận" (Mười bài bàn về đánh địch); tiếc rằng đều không được dùng. Mãi đến năm thứ 8 đời Tống Hiếu Tông (ở ngôi: 1163-1189), ông mới được tin cậy, nhiều lần được triều đình phái đi giải quyết những vấn đề khó khăn của đất nước. Trong khoảng thời gian đó, ông làm được nhiều việc, đáng chú ý có: khôi phục đất Từ Châu, cứu đói ở Hồ Nam, lập được đội quân Phi Hổ dũng mãnh bố phòng dọc bờ Trường Giang...
Là người miền Bắc xuống phía Nam làm quan, lại thêm bất đồng chính kiến với phe "chủ hòa", nên mấy năm sau Tân Khí Tật bị quan trên bắt bẻ, cách chức (1181). 
Sau đó, ông sống cuộc đời ẩn dật nơi rừng núi ở Đái Hồ, Biều Tuyền; tuy có hai lần được triệu ra, nhưng không lâu sau lại bị cách chức. Ở đây, ông đã viết nhiều bài từ rất hay về cảnh đẹp thiên nhiên, cảnh sống nông thôn, và về chí khí hùng tráng của mình.
Năm 1204, Tống Ninh Tông (ở ngôi: 1195-1224) cho gọi ông vào triều, cử giữ chức Trấn thủ Kinh Khẩu (nay thuộc Giang Tô). Lúc này, ông rất hăm hở việc dân việc nước, nên đã trình lên nhiều kiến nghị. Song, Tể tướng Hàn Sá Trụ không những không xét kiến nghị của ông mà còn tìm cớ đẩy ông đi xa. 
Thấy không có ai cùng mưu việc lớn với mình, Tân Khí Tật xin từ chức trở về Duyên Sơn (nay thuộc Giang Tây).
Năm 1207, Tân Khí Tật chết bệnh ở Duyên Sơn, thọ 67 tuổi.

## Tinh thần yêu nước trong từ Tân Khí Tật
Thơ văn Tân Khí Tật thất lạc gần hết, chỉ còn lại một số lượng các bài từ khá lớn, trong đó có nhiều bài có giá trị.
Cũng như thơ Lục Du, lòng yêu nước bao quát toàn bộ các sáng tác của Tân Khí Tật. "Chống xâm lăng, khôi phục lãnh thổ, rửa nhục nước" là chủ đề xuyên suốt trong tác phẩm của ông, dù đó là lời ca khẳng khái hay là giọng điệu uất ức, xót xa, khi thấy chí lớn không thành. Bên cạnh đó, nhờ sống nhiều năm ở nông thôn sau khi bị cách chức, ông làm được một số bài từ phản ánh và cảm thông cảnh sống chơn chất ấy.
Mặc dù kế thừa phong cách từ "hào phóng" của Tô Thức, song Tân Khí Tật còn mở rộng phạm vi biểu hiện bằng nhiệt tình chính trị nóng bỏng, bằng bản sắc anh hùng sảng khoái, do đó, từ Tân Khí Tật sôi nổi, mãnh liệt hơn.
Từ của Tân Khí Tật có một địa vị đặc biệt trong dòng thơ trữ tình chính trị của văn học Trung Quốc, có ảnh hưởng khá sâu rộng đối với nhiều nhà làm từ cuối Tống đầu Nguyên và các thời đại về sau, song khí phách ở những tác phẩm của họ đã kém xa ông .
Cho nên khi giới thiệu về Tân Khí Tật, học giả Nguyễn Hiến Lê đã viết rằng:
Tân Khí Tật chuyên viết từ. Từ của ông có đủ vẻ, khi bi tráng, lúc lâm ly, khi phóng khoáng, lúc khôi hài, hoặc hoài cổ, hoặc tự tình, vui điền viên, tả sơn thủy, giọng nào cũng đặc sắc .

## Từ Tân Khí Tật
Tuyển giới thiệu hai trong số những bài từ tiêu biểu của ông:
| Phiên âm Hán-Việt: Phá trận tử Túy lý khiêu đăng khán kiếm, Mộng hồi xuy giác liên doanh. Bát bách lý phân huy hạ chá, Ngũ thập huyền phiên tái ngoại thanh, Sa trường thu điểm binh. Mã tác Đích Lư phi khoái, Cung như tích lịch huyền kinh. Liễu khước quân vương thiên hạ sự, Doanh đắc sinh tiền thân hậu danh, Khả liên bạch phát sinh! Tạm dịch: Say khướt khêu đèn ngắm kiếm, Mộng về còi rúc liên thanh. Tiệc mở lộc khao đều quân tướng, Đàn sáo lừng vang khúc quân hành, Sa trường thu điểm binh. Ngựa tựa Đích Lư lao vút, Cung như sấm sét đùng hoành. Phù tá giúp vua thu đất cũ, Để ngàn thu chói lọi thanh danh, Tiếc thay! Tóc bạc nhanh! | Phiên âm Hán-Việt: Bát thanh Cam Châu - Dạ độc "Lý Quảng truyện", bất năng mị, nhân niệm Trào Sở Lão, Dương Dân Chiêm ước đồng cư sơn gian, hí dụng Lý Quảng sự, phú dĩ ký chi Cố tương quân ẩm bãi dạ quy lai, Trường đình giải điêu yên. Hận Bá Lăng tuý uý, Thông thông vị thức, Đào lý vô ngôn. Xạ hổ sơn hoành nhất kỵ, Liệt thạch hưởng kinh huyền. Lạc phách phong hầu sự, Tuế vãn điền viên. Thuỳ hướng tang ma Đỗ Khúc, Yếu đoản y thất mã, Di trú Nam sơn? Khán phong lưu khảng khái, Đàm tiếu quá tàn niên. Hán khai biên, Công danh vạn lý, Thậm đương niên kiện giả dã tằng nhàn? Sa song ngoại, Tà phong tế vũ, Nhất trận khinh hàn. Dịch nghĩa: Bát thanh Cam Châu - Đêm đọc "Truyện Lý Quảng", không ngủ được, nhân nhớ Trào Sở Lão, Dương Dân Chiêm hẹn cùng lên núi ở, dùng chuyện Lý Quảng, viết bài từ gửi Tướng quân xưa cạn chén đêm trở về, Trước quán trạm dừng chân. Giận quan úy Bá Lăng Say mềm chẳng hiểu, Nhưng không chút phân trần. Một ngựa lên non bắn hổ, Tên bắn đá vỡ tan. Chí phong hầu chẳng thoả, Già trở về vườn. Đâu muốn dâu gai trồng trọt, Phải áo bào, vó ngựa, Dong ruổi giang sơn? Sống phong lưu khảng khái, Cười nói qua năm tàn. Vua mở biên cương, Ai cũng mong công danh vạn dặm, Sao giờ đây kiện tướng lại nằm nhàn? Ngoài rèm cửa, Mưa phùn gió bụi, Hơi lạnh thoáng tràn . |

## Sách tham khảo
- Nguyễn Khắc Phi, mục từ " Tân Khí Tật" in trong sách Từ điển văn học (bộ mới). Nhà xuất bản Thế giới, 2004.
- Sở nghiên cứu văn học thuộc Viện Khoa học xã hội Trung Quốc biên soạn, Lịch sử văn học Trung Quốc (Tập II), Bản dịch do Nhà xuất bản Giáo dục Việt Nam ấn hành năm 1993.
- Nguyễn Hiến Lê, Đại cương văn học sử Trung Quốc (trọn bộ). Nhà xuất bản Trẻ, 1997.
- Nhiều người dịch, Thơ Tống (Trương Chính giới thiệu, Nam Trân duyệt thơ). Nhà xuất bản Văn hóa, Hà Nội, 1991.
- Nhiều tác giả, Từ điển bách khoa Việt Nam, mục từ Tân Khí Tật[liên kết hỏng]